# Jack Nilles
Jack Nilles – amerykański naukowiec. Twórca pojęć telepracy (teleworking) i teledojazdów (telecommuting), które ukuł w 1973, czyli na dwadzieścia lat, zanim internet został oddany do komercyjnego użytku. Zgodnie z książką „Undress for Success” w 2009 Jack Nilles miał 75 lat.

## Przed badaniami nad telepracą
Wcześniej pracował jako inżynier w NASA i amerykańskich Siłach Powietrznych, gdzie zajmował się m.in. projektowaniem systemów komunikacyjnych i pojazdów kosmicznych. Co więc skłoniło tego absolwenta trzech uczelni (Lawrence University, Ohio State University i UCLA), specjalizującego się w fizyce i inżynierii, szanowanego naukowca, by porzucił projekty związane z podbojem kosmosu na rzecz promowania pracy zdalnej? Jednym z bodźców było pytanie zadane Nillesowi przez planistę miejskiego z Los Angeles – „Skoro byliście w stanie wysłać człowieka na Księżyc, to może będziecie w stanie jakoś uporać się z ulicznym korkami?”. Była to jedna z rzeczy, które zainspirowały Nillesa do idei, by ludzie zamiast dojeżdżać do pracy mogli wykonywać ją z bliższych lokacji (z domu lub z telecentrum). Teraz może się to wydawać takie proste i oczywiste, ale na początku lat siedemdziesiątych nie tylko nie było internetu, lecz nawet komputer osobisty dopiero wchodził na rynki. Dlatego z początku koncepcja pracy zdalnej mogła się wydawać niewiele mniej abstrakcyjna, niż podróże w kosmosie. Główną motywacją telepracy na samym początku było ograniczenie ruchu ulicznego, a dopiero z czasem okazało się, że telepraca ma szereg innych zalet.

## Badania nad telepracą
Jack Nilles związał się z University of Southern California, gdzie kierował zespołem do spraw badań interdyscyplinarnych. W 1973 rozpoczął badania nad czymś, co początkowo nazywano „zastępowaniem transportu telekomunikacją”, jednak zastąpiono je szybko nowo powstałymi pojęciami „telepraca” i „teledojazdy”. W 1976 została opublikowana jego pierwsza książka „Telecommunications-Transportation Tradeoff: Options for Tomorrow”, będąca wynikiem badań nad telepracą. Zachęcony tym sukcesem postawił wdrożyć pilotażowe programy telepracy w urzędach federalnych. Niestety mimo usilnych starań wszędzie spotykał się z odmową. Urzędy te nie widziały jeszcze wszelkich korzyści z telepracy. Przełomowa okazała się jednak współpraca z administracją stanu Kalifornia, która w 1983 zgodziła się sponsorować badania nad energetycznymi konsekwencjami telepracy, a z czasem rezultaty okazały się na tyle zachęcające, że zdecydowano się na wdrożenie pilotażowego programu na 230 telepracowników w latach 1987 – 1990. Program okazał się sukcesem.
W międzyczasie, Jack Nilles w 1980 założył firmę doradczą z zakresu telepracy – JALA International, której od 1989 (po odejściu z University of Southern California) poświęca cały swój czas. W połowie lat osiemdziesiątych nadzorował przygotowanie programów telepracy dla kilkunastu firm z listy 100 najlepszych firm według magazynu Fortune. Był przewodniczącym International Telework Association & Council (ITAC), a także członkiem grupy Management Group of the European Community Telework/Telematics Forum. Zyskał liczne nagrody za swoje badania nad telepracą, w szczególności w aspekcie zmniejszenia ruchu ulicznego, a co za tym idzie redukcji emisji spalin i ochrony środowiska. Na 1998 datuje się premierę jego najważniejszej książki „Managing Telework. Strategies for Managing the Virtual Workforce” (w Polsce wydano jako "Telepraca - Strategie kierowania wirtualną załogą"), która stanowi syntetyczne podsumowanie jego badań i praktycznych wdrożeń telepracy od 1973.